# U-224
| U-224                                                                                    | U-224 | U-224 |
| ---------------------------------------------------------------------------------------- | --- | --- |
|                                                                                          | | |
|                                                                                          | | |
| U-278, подібний до U-224                                                                 | | |
| Під прапором                                                                             | Третій Рейх | Третій Рейх |
| Належність                                                                               | Крігсмаріне | Крігсмаріне |
| Порт приписки                                                                            | Берген | Берген |
| Замовлення                                                                               | 14 серпня 1940 | 14 серпня 1940 |
| Закладений                                                                               | 15 липня 1941 | 15 липня 1941 |
| Спуск на воду                                                                            | 7 травня 1942 | 7 травня 1942 |
| Введений до складу флоту                                                                 | 20 червня 1942 | 20 червня 1942 |
| Виведений зі складу флоту                                                                | 13 січня 1943 | 13 січня 1943 |
| На службі                                                                                | 1942—1943 | 1942—1943 |
| Загибель                                                                                 | 13 січня 1943 року затоплений західніше Алжира глибинними бомбами та тараном канадського корвета «Віль де Квебек»  | 13 січня 1943 року затоплений західніше Алжира глибинними бомбами та тараном канадського корвета «Віль де Квебек»  |
| Сучасний статус                                                                          | затоплений | затоплений |
| Бойовий досвід                                                                           | Друга світова війна Битва на Середземному морі * Кампанія U-Boot на Середземному морі                              | Друга світова війна Битва на Середземному морі * Кампанія U-Boot на Середземному морі                              |
| Проєкт                                                                                   | | |
| Тип ПЧ                                                                                   | Торпедний ДПЧ | Торпедний ДПЧ |
| Розробник проєкту                                                                        | Friedrich Krupp Germaniawerft, Кіль                                                                                | Friedrich Krupp Germaniawerft, Кіль                                                                                |
| Вартість                                                                                 | 4 439 000 ℛℳ | 4 439 000 ℛℳ |
| Основні характеристики                                                                   | | |
| Швидкість (надводна)                                                                     | 17,9 вузла | 17,9 вузла |
| Швидкість (підводна)                                                                     | 8 вузлів | 8 вузлів |
| Робоча глибина занурення                                                                 | 100 м | 100 м |
| Гранична глибина занурення                                                               | 220 м | 220 м |
| Автономність плавання                                                                    | 135—174 км на швидкості 4 вузли (в підводному положенні) 11 470 км на швидкості 10 вузлів (у надводному положенні) | 135—174 км на швидкості 4 вузли (в підводному положенні) 11 470 км на швидкості 10 вузлів (у надводному положенні) |
| Екіпаж                                                                                   | 44—60 осіб | 44—60 осіб |
| Розміри                                                                                  | | |
| Довжина найбільша (по КВЛ)                                                               | 67,1 м | 67,1 м |
| Ширина корпусу найб.                                                                     | 6,2 м | 6,2 м |
| Висота                                                                                   | 9,6 м | 9,6 м |
| Середня осадка (по КВЛ)                                                                  | 4,74 м | 4,74 м |
| Водотоннажність надводна                                                                 | 769 т | 769 т |
| Силова установка                                                                         | | |
| Дизель-електрична: 2 дизельні двигуни Germaniawerft F46 2 електродвигуни BBC GG UB 720/8 | | |
| Гвинти                                                                                   | 2 | 2 |
| Потужність                                                                               | 2 × 2 800 к.с. (дизелі) 2 × 750 к.с. (електродвигуни)                                                              | 2 × 2 800 к.с. (дизелі) 2 × 750 к.с. (електродвигуни)                                                              |
| Озброєння                                                                                | | |
| Артилерія                                                                                | 1 × 88-мм палубна гармата SK C/35                                                                                  | 1 × 88-мм палубна гармата SK C/35                                                                                  |
| Торпедно- мінне озброєння                                                                | 4 носових і один кормовий ТА. 14 торпед або 26 мін TMA або 39 мін TMB                                              | 4 носових і один кормовий ТА. 14 торпед або 26 мін TMA або 39 мін TMB                                              |
| ППО                                                                                      | 2 × 20-мм зенітних гармати FlaK 30 Flakvierling                                                                    | 2 × 20-мм зенітних гармати FlaK 30 Flakvierling                                                                    |

U-224 — німецький підводний човен типу VIIC, що входив до складу Військово-морських сил Третього Рейху за часів Другої світової війни. Закладений 15 липня 1941 року на верфі Friedrich Krupp Germaniawerft у Кілі. Спущений на воду 7 травня 1942 року, а 20 червня 1942 року корабель увійшов до складу ВМС нацистської Німеччини. Єдиним командиром човна був оберлейтенант-цур-зее Ганс-Карл Косбадт.

## Історія служби
U-224 належав до німецьких підводних човнів типу VII C, найчисленнішого типу субмарин Третього Рейху, яких випущено 703 одиниці. Увійшов до складу 5-ї навчальної флотилії, де проходив навчання до 1 листопада 1942 року. Після завершення тренувань перейшов до 7-ї флотилії ПЧ Крігсмаріне. З жовтня 1942 до січня 1943 року здійснив 2 бойових походи, в яких потопив два транспортних судна (9535 GRT).
13 січня 1943 року під час другого бойового походу U-224 був виявлений у західній частині Середземного моря західніше Алжира канадським корветом типу «Флавер» «Віль де Квебек». Атакою глибинними бомбами та тараном канадський корабель завдав невиправних пошкоджень німецькому ПЧ, який затонув, забравши життя 45 членів екіпажу; лише одному німецькому матросу вдалося врятуватися.

## Перелік затоплених U-224 суден у бойових походах
| №                                                       | Дата              | Назва      | Тип                | Належність | Водотоннажність (брт) | Вантаж                                                                                           | Конвой        | Результат та координати                                                | Наслідки атаки для екіпажу | Прим. |
| ------------------------------------------------------- | ----------------- | ---------- | ------------------ | ---------- | --------------------- | ------------------------------------------------------------------------------------------------ | ------------- | ---------------------------------------------------------------------- | -------------------------- | ----- |
| Перший похід (17.10—9.12.1942, 54 доби; Кіль—Сен-Назер) |                   |            |                    |            |                       |                                                                                                  |               |                                                                        |                            |       |
| 1                                                       | 29 жовтня 1942    | Bic Island | суховантажне судно | Канада     | 3 921                 | 4430 тонн продовольства та урядового майна                                                       | Конвой HX 212 | потоплено 55°05′ пн. ш. 23°27′ зх. д. / 55.083° пн. ш. 23.450° зх. д.  | 165 (усі загинули)         |       |
| 2                                                       | 12 листопада 1942 | Buchanan   | моторне судно      | Панама     | 5 614                 | паливо-мастильні матеріали та 5000 тюків з поштою; літаки та висадочно-десантні засоби на палубі |               | потоплений 52°06′ пн. ш. 25°54′ зх. д. / 52.100° пн. ш. 25.900° зх. д. | 73 (усі врятовані)         |       |